# Ljungsnabblöpare
Ljungsnabblöpare (Bembidion nigricorne) är en skalbaggsart som beskrevs av Leonard Gyllenhaal 1827. Ljungsnabblöpare ingår i släktet Bembidion, och familjen jordlöpare. Enligt den svenska rödlistan är arten nära hotad i Sverige. Arten förekommer i Götaland, Svealand, Nedre Norrland och Övre Norrland. Artens livsmiljö är stadsmiljö, havsstränder, skogslandskap, jordbrukslandskap.